# Národní univerzita Singapuru
Národní univerzita Singapuru (anglicky: National University of Singapore, čínsky: 新加坡国立大学) je veřejná výzkumná univerzita se sídlem v Singapuru. Vznikla roku 1980 sloučením Singapurské univerzity (s malajskými kořeny) a Nan-jangské univerzity (s čínskými kořeny). Navzdory nedlouhé existenci si univerzita získala mimořádnou prestiž. Podle QS World University Rankings 2025 jde o 8. nejkvalitnější vysokou školu na světě a nejkvalitnější v Asii. Vyučujícím jazykem na univerzitě je výhradně angličtina, což přispívá k jejímu úspěchu. 65 procent učitelů a zaměstnanců jsou cizí státní příslušníci, v zastoupení cizinců mezi pedagogy je škola třetí na světě. I podíl zahraničních studentů je vysoký - 36 procent. Univerzita je rozčleněna na 17 fakult a škol. Sídlí ve třech kampusech – Kent Ridge, Bukit Timah a Outram.